# Врабча
Врабча (болг. Врабча) — село в Болгарии. Входит в общину Трын Перникской области.

## Галерея

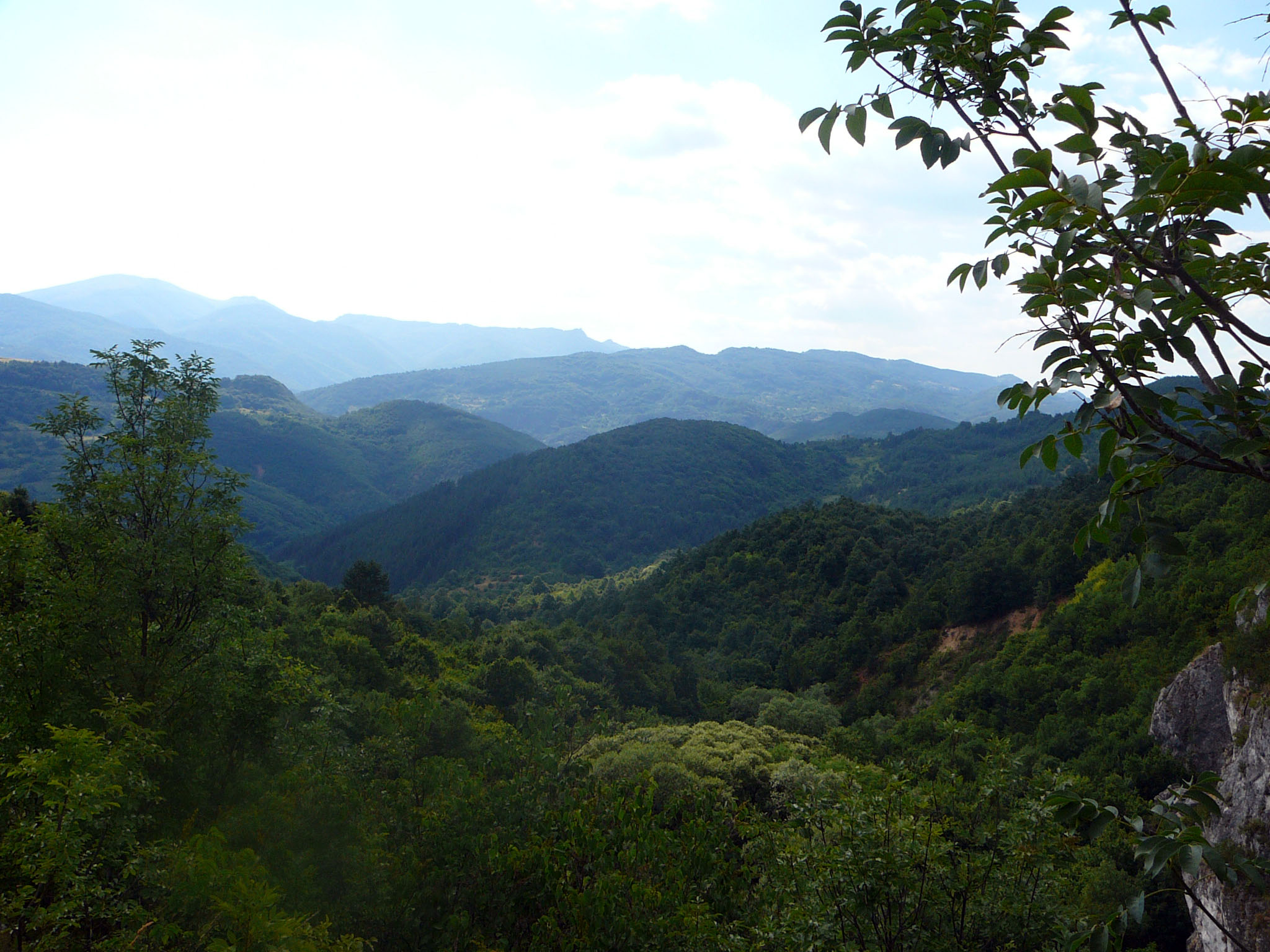
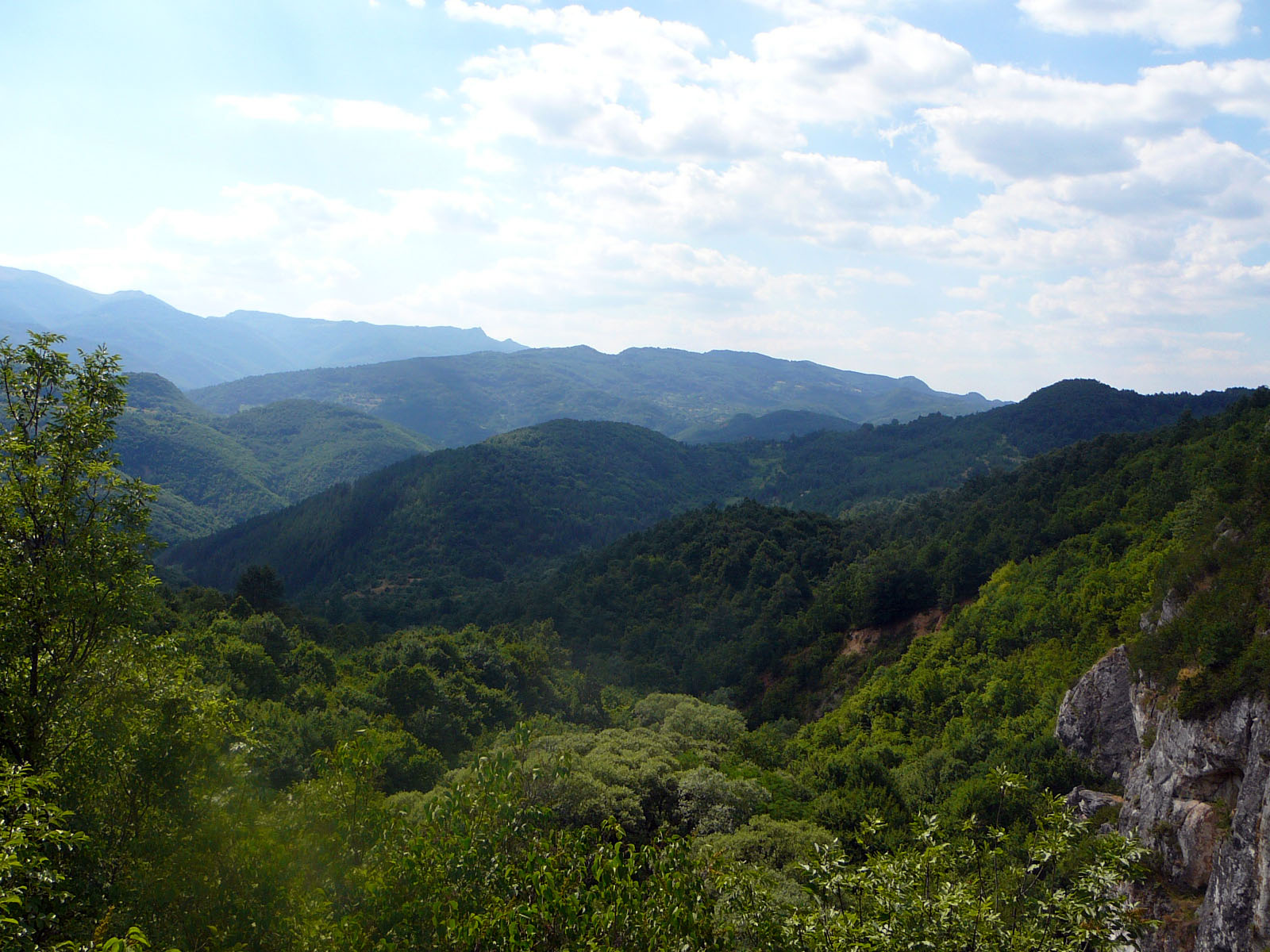
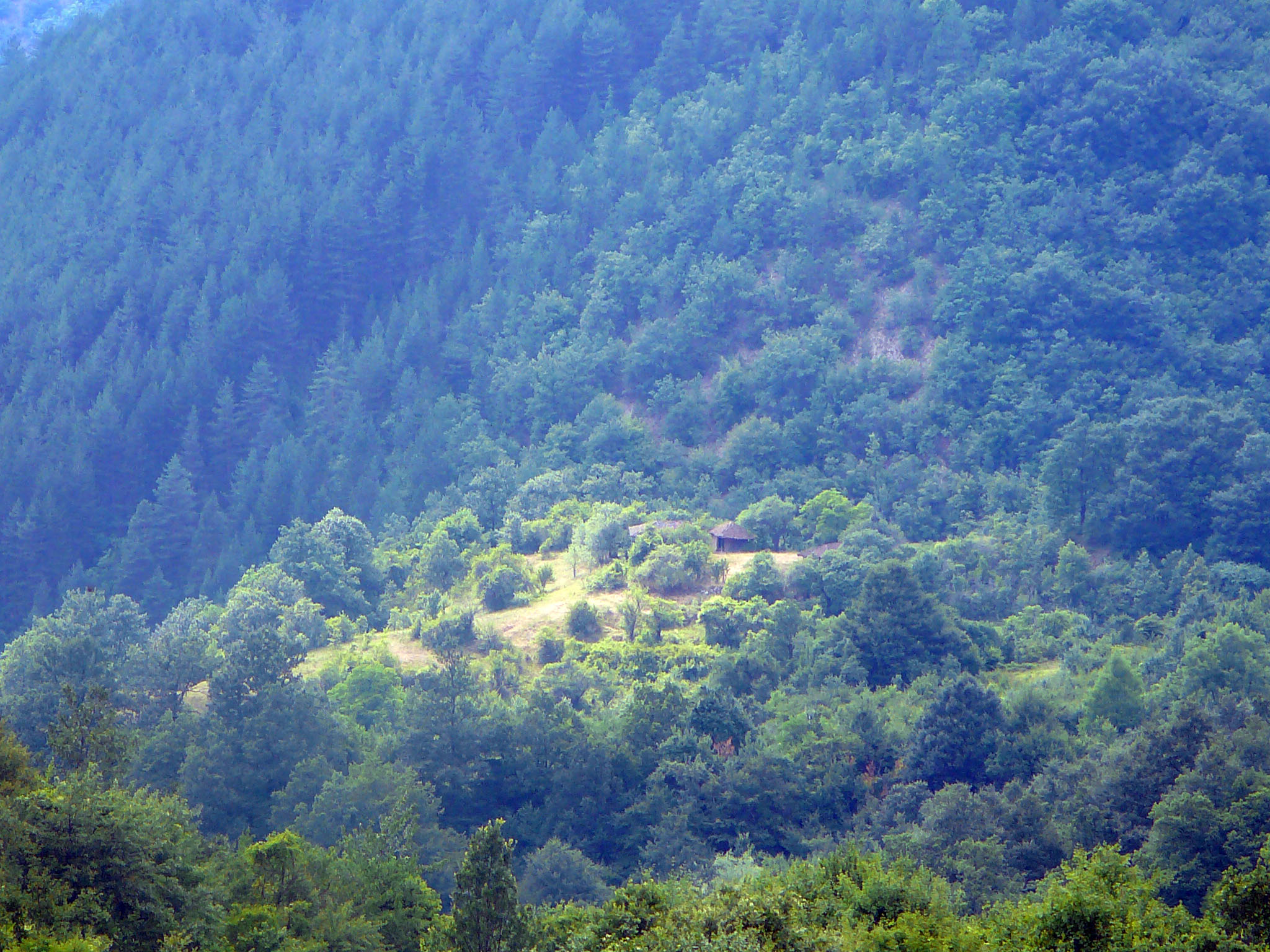